# 30. Kurentovanje (1990)
Kurentovanje 1990 je bil jubilejni trideseti uradni ptujski karneval, 5. februarja, na pustno nedeljo.
Skupaj sta ga že osemmnajsto leto zapored organizirala Folklorno društvo Ptuj in Turistično društvo Ptuj. Dopoldan je na etnografskem prikazu mask na mestni tržnici, je kot lani nastopilo 20 folklornih skupin. Na karnevalski povorki, katero je obiskalo več kot 50.000 obiskovalcev, je nastopilo 50 folklornih in karnevalskih skupin in pa skupaj 1500 udeleženih mask. Letos je bila prodaja vstopnic (priponk) precej boljša, tudi število kurentov je bilo največ doslej. 
Že po tradiciji pa zadeve niso znali ekonomsko izkoristiti. Je pa bilo odlično poskrbljeno za okrasitev mesta, z več sto metri pisanih trakov, 200 zastav in drugih okraskov. Že teden pred karnevalom so mestne ulice in trgi dihali pustno, saj so večerni nastopi folklornih skupin in kurentov na plano zvabili številne Ptujčane, ki pa se niso pridružili.
Lik kurenta se je v vseh teh letih dodobra uveljavil in postal prepoznaven tudi onkraj naših meja. Tako je recimo ameriška novinarka z svojo družino prišla na ptujski karneval, potem ko je Kurenta videla nastopiti v Vailu, Kolorado. Prišli pa so tudi Avstrijci, Italijani, Nizozmeci in Nemci. Tako sta se dve prijateljici iz Nemčije vozili kar 16 ur, samo da bi doživili ptujski pustni utrip. Nizozemc Albin pa je tri dni nosil kurentovo opremo in to zelo uspešno.

## Spored

### Dopoldanski prikaz etnografskih likov na tržnici
Prikaz 20 etnografskih skupin se je zgodil ob 11. uri na mestni tržnici (Titov trg):
- 1. Pokači (Podlehnik)
- 2. Kopjaši (Markovci)
- 3. Orači in ruse (Podlehnik)
- 4. Ples vil s kraljico (Zabovci)
- 5. Ploharji (Cirkovci)
- 6. Ples z bosmani (Markovci)
- 7. Mali orači (Lancova vas)
- 8. Haloški Jürek (Dolena)
- 9. Kopanjarice (Stojnci)
- 10. Lucije (Lancova vas)
- 11. Pustna baba (Šmartno ob Paki)
- 12. Veliki orači (Lancova vas)
- 13. Klada (Spodnja Polskava)
- 14. Orači (Markovci)
- 15. Piceki (Markovci)
- 16. Kušuta (Poljčane)
- 17. Rusa, Medved in drugi pustni liki (Markovci)
- 18. Bik (Makole)
- 19. Folklorna skupina (Obrež pri Ormožu)
- 20. Kurenti (Ptujsko polje)

### Popoldanski sprevod karnevalskih skupin po mestu
Ob 14. uri po mestnih ulicah:
- V karnevalskih maskah oz. pustnih šemah popoldanske karnevalske povorke pa so nastopale:

– Motorizirana in druga vozila delovnih organizacij, ptujske osnovne in srednje šole

## Ostale prireditve
Sicer pa je več sto mladih iz vrtcev, osnovnih šol in srednjih šol (slednje so se še posebej potrudile), pustovalo tudi v ponedeljek in torek.

## Nagrade
Posebna komisija organizacijskega odbora je denarno nagradila naslednje karnevalske skupine:

### Motorizirane in šolske skupine, zasebniki
|                      | Karnevalske skupine                                             | Nagrada        |
| -------------------- | --------------------------------------------------------------- | -------------- |
| 1. nagrada (deljena) | Komorni moški pevski zbor                                       | 3.500 dinarjev |
| 1. nagrada (deljena) | Kmetijski kombinat Ptuj (kopači, rezači, sodarji, pevci, pivci) | 3.500 dinarjev |
| 2. nagrada (deljena) | PP Perutnina Ptuj (Volilni koketi)                              | 2.500 dinarjev |
| 2. nagrada (deljena) | Dornavski cigani (lepo da so se vrnili)                         | 2.500 dinarjev |
| 3. nagrada           | SŠC Ptuj (Skupina ciganov)                                      | 1.500 dinarjev |
| 4. nagrada (deljena) | TGA (Kmečka godba)                                              | 1.000 dinarjev |
| 4. nagrada (deljena) | Kolesarski klub Ptuj (Vstop v Evropo)                           | 1.000 dinarjev |
| 4. nagrada (deljena) | GD Dvorjane (Trdi "dinar")                                      | 1.000 dinarjev |
| 4. nagrada (deljena) | Zasebni Tinček Ivanuša (Politični duet volka in Miki miške)     | 1.000 dinarjev |
| 4. nagrada (deljena) | OŠ Olge Meglič (Pisan trak)                                     | 1.000 dinarjev |
| 4. nagrada (deljena) | OŠ Tone Žnidaršič (Mladika) (Pisan trak)                        | 1.000 dinarjev |
| 5. nagrada           | Zasebnik Merc iz Prešernove (za svojo masko prejel)             | 750 dinarjev   |

### Najlepše okrašene izložbe
- Merkur Tehnika (Lackova ulica)
- Butik Rabuzza
- MIP trgovina (Slavica)

### Najlepša pročelja družbenih zgradb
- Pleskar (podjetje)
- Mestna občina Ptuj

## Trasa

### Karnevalska povorka
Zbirna točka za vozila sta bila Muzejski trg in Cafova; pešci pa v Muršičevi ulici.
- Dravska (start) – Trg svobode (Minoritski trg) – Krempljeva – Trg mladinskih delovnih brigad (Mestni trg) – Lackova – Trstenjakova – Osojnikova – Gregorčičev drevored – Potrčeva – Srbski trg (UE Ptuj) – Titov trg (mestna tržnica) – Miklošičeva – Trg mladinskih delovnih brigad (Mestni trg) – Krempljeva – Trg svobode (Minoritski trg) – Dravska (zaključek)